# Stygnoleptes tarmanus
Stygnoleptes tarmanus is een hooiwagen uit de familie Zalmoxioidae.